# Thames Cross
Thames Cross es una variedad cultivar de ciruelo (Prunus domestica), de las denominadas ciruelas europeas.
Una variedad de ciruela criada por G.T. Spinks en la Estación de Investigación Long Ashton en Bristol, Inglaterra (Reino Unido), resultado del cruce de 'Coe's Golden Drop' x 'Giant Prune'.
Las frutas tienen un tamaño grande a muy grande, color de piel amarillo verdoso claro, cubierto de pruina de mediano espesor, y pulpa de color amarillo verdoso, muy jugosa, textura medianamente firme, y sabor moderadamente dulce rico.

## Historia
'Thames Cross' variedad de ciruela fue criado por G.T. Spinks en la Estación de Investigación Long Ashton en Bristol, en 1925. Resultado del cruce de 'Coe's Golden Drop' como "Parental Madre" x el polen de 'Giant Prune' como "Parental Padre". Fue seleccionado y lanzado al mercado por primera vez en 1938. Recibió un galardón "Award of Garden Merit" de la "Royal Horticultural Society" (Real Sociedad Hortícola) en 1951.
'Thames Cross' está cultivada en diversos bancos de germoplasma de cultivos vivos, tales como en National Fruit Collection (Colección Nacional de Fruta) de Reino Unido con el número de accesión: 1947-239 y Nombre Accesión : Severn Cross. El espécimen fue recibido en el «National Fruit Trials» (Probatorio Nacional de Frutas), para evaluar sus características en 1947.

## Características
'Thames Cross' árbol de porte piramidal, moderadamente vigoroso, erguido. Semi autofértil. Flor blanca, que tiene un tiempo de floración que comienza a partir del 15 de abril con el 10% de floración, para el 20 de abril tiene una floración completa (80%), y para el 3 de mayo tiene un 90% de caída de pétalos.
'Thames Cross' tiene una talla de tamaño grande a muy grande de forma ovaladas oblongas, cavidad poco profunda, estrecha, abrupta, sutura pronunciada, una línea distinta; ápice redondeado o ligeramente puntiagudo, con peso promedio de 99.82 g; epidermis tiene una piel delgada, tierna, siendo el color de la piel amarillo verdoso claro, cubierto de pruina de mediano espesor, punteado numeroso, pequeños, claros, conspicuos; pedúnculo glabro, con una longitud promedio de 10.01 mm, pubescente, bien adherido al fruto con la cavidad del pedúnculo estrecha y apenas pronunciada; pulpa de color amarillo verdoso, muy jugosa, textura medianamente firme, y sabor moderadamente  dulce rico a ciruela verde.
Hueso semi libre, irregular y ampliamente ovada, aplanada, áspera, ligeramente comprimida y con cuello en la base, roma o aguda en el ápice, sutura ventral estrecha, alada, fuertemente surcada, sutura dorsal aguda o levemente surcada.
Su tiempo de recogida de cosecha es tardío, se inicia en su maduración de mediados a finales de septiembre. Las frutas tienden a magullarse con mucha facilidad.

## Polinizadores
Entre las variedades polinizadoras donantes de polen se encuentran:
'Belle de Louvain', 'Cambridge Gage', 'Mirabelle de Nancy'.

## Usos
Se usa comúnmente como postre fresco de mesa buena ciruela ideal como postre de fines de verano.
Esta ciruela es bien conocida en Inglaterra, pues hace unos muy buenos guisos, embotellados, mermeladas, empanadas, y congelación.